# Anthurium breviscapum
Anthurium breviscapum är en kallaväxtart som beskrevs av Carl Sigismund Kunth. Anthurium breviscapum ingår i släktet Anthurium och familjen kallaväxter. Inga underarter finns listade.